# Aitor Karanka
Aitor Karanka de la Hoz (ur. 18 września 1973 w Vitorii) – hiszpański trener i piłkarz, narodowości baskijskiej, grający na pozycji środkowego obrońcy.
Profesjonalną przygodę z piłką rozpoczął w Athleticu Bilbao, do którego przybył w roku 1991. W pierwszym zespole występował regularnie już w pierwszej rundzie sezonu 1993/1994, w drugiej połowie tego sezonu grał w rezerwach. W trzech następnych sezonach gry dla baskijskiego klubu był już pewnym punktem defensywy. Po rozegraniu 118 spotkań (i strzeleniu 2 bramek) zwrócił na sobie uwagę Realu Madryt, którego nowym trenerem został Jupp Heynckes. Skłoniło go to do zasilenia królewskiego klubu, przechodząc do stołecznej drużyny 1 lipca 1997 roku. Z Realem wygrywał w Primera División, dwukrotnie zdobył Superpuchar Hiszpanii, trzykrotnie wygrywał Ligę Mistrzów, a także jednokrotnie Puchar Interkontynentalny.
W 2002 roku ponownie został piłkarzem Athleticu Bilbao i w sezonie 2003/2004 zajął z nim piąte miejsce w rozgrywkach ligowych.
Przed początkiem sezonu 2006/07 33-letni piłkarz przeniósł się do amerykańskiego Colorado Rapids, gdzie grał m.in. z Clintem Mathisem i Jovanem Kirovskim. Po krótkiej przygodzie w USA zakończył obfitą w sukcesy karierę piłkarską, zajmując się szkoleniem kadry Hiszpanii U-15.
W seniorskiej reprezentacji Hiszpanii zagrał jeden mecz. W kadrze U-21 rozegrał 14 spotkań, był członkiem tej drużyny na Młodzieżowych Mistrzostwach Europy 1996 (gdzie wraz z drużyną zajął drugie miejsce) oraz na Igrzyskach Olimpijskich 1996. Między 2000 a 2004 rokiem wystąpił także sześć razy dla Euskadi XI (Reprezentacji Basków).
Starszy z braci, David, także jest piłkarzem. Piłkarską karierę zaczynał w malutkim klubie Corazonistas, potem jako junior grał w Deportivo Alavés.
Przez trzy sezony pracował jako asystent trenera José Mourinho w zespole Realu Madryt. Od 13 listopada 2013 do 16 marca 2017 był szkoleniowcem angielskiego Middlesbrough. Zwolniony został z funkcji trenera z powodu słabych wyników drużyny.

## Sukcesy Piłkarskie

### Real Madryt
- Liga Mistrzów: 1998, 2000, 2002
- Mistrzostwo Hiszpanii: 2001
- Superpuchar Hiszpanii: 1997, 2001
- Puchar Interkontynentalny: 1998

### Reprezentacja
- Mistrzostwa Europy U-21: 1996  Srebro